# 麟蹄警察署
麟蹄警察署（インジェけいさつしょ）は、江原地方警察庁所管の警察署である。

## 管轄区域
- 麟蹄郡

## 沿革
- 1946年10月21日 - 洪川郡斗村面に開署
- 1956年7月10日 -　麟蹄郡麟蹄面に移転
- 1973年7月1日 - 亥安出張所（現在の亥安派出所） 楊口警察署へ編入

## 管轄派出所
- 上洞派出所
- 南面派出所
- 北面派出所
- 麒麟派出所
- 瑞和派出所

## 管轄治安センター
- 上南治安センター
- 寒渓治安センター